# Lernaeenicus sprattae
Lernaeenicus sprattae är en kräftdjursart som först beskrevs av Sowerby 1806.  Lernaeenicus sprattae ingår i släktet Lernaeenicus och familjen Pennellidae. Arten är reproducerande i Sverige. Inga underarter finns listade i Catalogue of Life.

## Bildgalleri

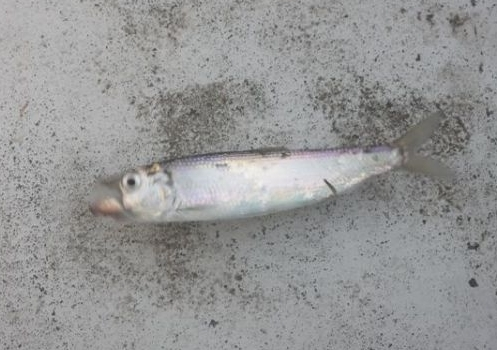